# علی عبدالرسولی
دکتر علی عبدالرسولی فیروزکوهی (زاده ۱۲۵۸ خورشیدی - درگذشته ۱۳۲۲ خورشیدی) استاد دانشگاه تهران، ادیب و خطاط شهیر دوران معاصر بود.

## تولد و تبار
علی عبدالرسولی فیروزکوهی فرزند ملا عبدالرسول فیروزکوهی (متوفای حدود ۱۳۲۲ قمری) اصالتا از اهالی فیروزکوه تهران  است و در سال ۱۲۵۸ خورشیدی در تهران دیده به جهان گشود. 

## تحصیلات و اساتید
وی تحصیلات خود را نزد پدرش (شیخ عبدالرسول فیروزکوهی مازندرانی) و عده‌ای دیگر گذراند و مشهورترین استادش ادیب پیشاوری است. از دیگر اساتیدش باید از میرزا ابوالحسن جلوه و شیخ مسیح طالقانی یاد نمود.

## مقام استادی در دانشگاه تهران
علی عبدالرسولی در سال ۱۳۱۴ یعنی یک سال پس از تأسیس دانشگاه تهران با نگارش رساله‌ای در زمینهٔ عرفان و خط موفق به کسب مدرک دکترا شد. وی از اولین کسانی است که حائز این مدرک شده و رتبهٔ استادی دانشگاه تهران را نیز کسب نمود.

## شهرت
عبدالرسولی بیش از همه در ادبیات و شعر و سپس خطاطی و خوشنویسی به ویژه در نسخ، ثلث و شکسته مشهور است. همچنین در عرصهٔ ترجمه نیز فعالیت‌هایی داشته است.

## شاگردان
علی عبدالرسولی سال‌ها در دانشگاه تهران تدریس می‌کرد و میرزا ابراهیم بوذری شاگرد وی در خط نسخ است.

## آثار
رساله‌ای در عرفان و نقاشی، تصحیح دیوان افرادی چون فرخی سیستانی و ادیب پیشاوری و جلوه زواره‌ای و سروش اصفهانی و صبای کاشی و ناصر خسرو و ترجمه رساله شطرنجیه پدرش از آثار اوست. همچنین قطعات خطاطی زیبایی از وی به جا مانده است.

## شعر
علی عبدالرسولی که به سبک عراقی و خراسانی متمایل بود شعر نیز می‌گفت و تخلص شعری‌اش ثابت بود.

### نمونه شعر
| نتوان بست ره دیده ز دیدار حبیب     |  | خاصه گر شوخ بود شاهد و باشد غماز    |
| حال دل با که بگویم غم دل با که برم |  | که کسی نیست به جز غصه و غم محرم راز |

## برادران و خواهر
شیخ الملک اورنگ و فقیه زاده دو برادر عبدالرسولی و نطاق النسوان عضر انجمن مخدرات وطن خواهر وی هستند.

## فرزند
مرتضی عبدالرسولی استاد دانشکده ادبیات دانشگاه تهران و خوشنویس توانای معاصر متولد ۱۲۸۴ خورشیدی فرزند علی عبدالرسولی است. وی در سال 1373 ش درگذشت و شرح حالی از وی در کتاب اختران فضیلت، جلد سوم تالیف ناصرالدین انصاری قمی امده است.

## درگذشت
عبدالرسولی در سال ۱۳۲۲ خورشیدی در سفری که به اصفهان رفته بود درگذشت و در تخت فولاد دفن شد و جلال همایی مرثیه‌ای برایش سرود.